# Dominique Desanti
Pour les articles homonymes, voir Desanti et Persky.
Dominique Desanti, née Anne Persky, est une écrivaine française, journaliste, historienne, biographe et romancière, née le 31 août 1914 à Moscou et morte le 8 avril 2011 dans le 4e arrondissement de Paris.

## Biographie

### Une trajectoire d'immigrante
Anne Persky est la fille de Jacques et d'Irène Persky. Jacques Persky est un avocat au barreau de Moscou né le 18 janvier 1880 à Volojine, dans la Biélorussie actuelle. Irène Persky est la fille de Salomon Syrkin et d’Hélène Chasberg. Elle est née le 19 décembre 1890 à Bielsk, non loin de Varsovie. Sa fille Anne Persky est née à Moscou en 1914 pour certains de ses biographes, et à Paris en 1919 pour d'autres,,.
Anne Persky aurait quitté Moscou à l'âge de quatre ans : en 1918, ses parents décident de se réfugier à Varsovie puis migrent un an plus tard à Berlin où la famille vit jusqu'en 1924.
La fillette découvre la France à l'âge de dix ans : la famille Persky s'installe à Paris dans les beaux quartiers : d'abord au 34 de la rue Laugier (17e arrondissement), puis au 102 avenue Kléber, dans un immeuble neuf du 16e arrondissement à partir de 1931. Son père y établit son bureau de conseiller juridique, profession qu'il exerce jusqu'en 1939. Anne Persky fréquente l’école La Bruyère située au 3 rue Marcel-Renault puis le lycée Molière, un lycée de jeunes filles où elle obtient son baccalauréat.

### Les années 1930
Jeune fille, Anne Persky affirme un tempérament indépendant et curieux. À l’âge de dix-sept ans, elle rédige un journal dans lequel elle affirme son désir de devenir écrivain. Elle se passionne pour les surréalistes mais aussi pour la danse et pour le théâtre. Grâce à sa trajectoire migratoire et à son don pour les langues, elle maîtrise couramment le russe, l’allemand, le polonais et le français (à la différence de sa mère, à qui elle le reproche), mais également le yiddish, dans lequel ses parents s'exprimaient probablement. Elle apprend également à parler couramment l'anglais. Après le baccalauréat, Anne Persky prépare une licence en droit.
En 1937, elle se lie avec de jeunes normaliens de la rue d’Ulm. Fin 1937 ou courant 1938, elle épouse l'un d'eux, Jean-Toussaint Desanti,,. C'est un philosophe, aussi indépendant et atypique qu’elle. Ce mariage lui confère la nationalité française. Le jeune couple vit d’abord chez les parents d’Anne, puis loue jusqu’en 1942 une chambre au 7, rue Campagne-Première dans le XIVe arrondissement.
À l’époque de son mariage, Anne Desanti travaille pour la compagnie d’assurance « La Préservatrice », puis gagne sa vie comme traductrice pour les éditions Payot, Gallimard et Albatros.

### La Résistance
Après la débâcle, leur groupe d’amis (parmi lesquels Simone Debout-Oleszkiewicz et François Cuzin) diffuse à Paris leur tract périodique intitulé Sous la Botte qui fusionne en avril 1941 avec l'éphémère revue clandestine Socialisme et liberté à laquelle Maurice Merleau-Ponty et Jean-Paul Sartre collaborent.
Entre-temps, fuyant le nazisme, les parents d'Anne Desanti se sont réfugiés dans le Sud de la France où ils retrouvent leurs nombreux compatriotes. À Nice, ils se sont installés au grand Hôtel Westminster d'où ils correspondent avec leur fille dans un langage codé : ils la surnomment « Cotique » (qui veut dire « chaton » en russe).
À la rentrée 1942, Anne Desanti suit Jean-Toussaint Desanti à Clermont-Ferrand où il a été nommé professeur. Ils s’engagent alors au Front national de la Résistance, organisation d’obédience communiste.
Le 6 juin 1944, ses parents, Jacques et Irène Persky, qui vivaient à l’Hôtel Moderne à Espalion (Aveyron), sont dénoncés comme « juifs » et sont arrêtés avec Suzanne d'Aramon, Rose et Félix Loeb par la Gendarmerie française. Ils sont transférés en car à Toulouse, puis déportés à Drancy. La seule survivante parmi eux sera Suzanne d'Aramon, fille du banquier Edgard Stern et de Marguerite Fould, et épouse du comte Bertrand de Sauvan d'Aramon, député de Paris de 1928 à 1940, qui vota les pleins pouvoirs à Pétain. Les époux Persky et Loeb quittent Drancy le 30 juin 1944 par le convoi numéro 76 (l'avant dernier convoi). Ils sont assassinés le 5 juillet 1944 au camp d’Auschwitz-Birkenau. Dominique Desanti recevra l'avis officiel de leur décès en 1948 à son domicile parisien.
À Clermont-Ferrand, Anne Desanti participe à la Libération, en contribuant au Patriote, organe du Front national de la Résistance et à La Nation, organe du Comité de Libération du Puy de Dôme. C’est dans ces journaux qu’elle signe pour la première fois « Dom.Inique » qui deviendra son prénom, Dominique. Elle collabore également à Action, journal du Parti communiste français. À partir de janvier 1945, elle est également correspondante de guerre du quotidien Résistance - La Voix de Paris pour lequel elle couvre la libération du camp de Bergen-Belsen en avril 1945.

### L'engagement au Parti communiste français
Dans la continuité de son engagement de Résistante, Dominique Desanti met sa plume au service du Parti communiste français. Elle écrit au service de l'Union française de l'information, qui fédère une centaine de quotidiens et hebdomadaires contrôlés par le PCF ou proches de lui, puis appartient à la rédaction de L'Humanité dans les années 1950. Elle contribue à d'autres titres de la presse communiste  : Démocratie nouvelle et La Nouvelle Critique.
La militante polyglotte s'investit également avec conviction dans le Mouvement de la paix. Elle participe au premier congrès à Paris en 1949, puis au second à Varsovie en 1950. Son premier livre relate la ferveur des nuits blanches passées au Congrès de Paris.
À cette époque, elle publie plusieurs ouvrages dans la ligne du Parti. Elle rédige sur commande un condensé de propagande anti-titiste : Masques et visages de Tito et des siens. Elle écrit également des romans populaires à la gloire des valeurs communistes : La grisette à l’hortensia, Le matou dans la neige, À bras le corps qui sont publiés sous forme de feuilletons dans la presse communiste.
1956 marque un tournant fort dans sa vie. Après la répression du soulèvement de Budapest et la découverte précoce du Rapport Khrouchtchev au XXe congrès du Parti communiste d'Union soviétique, elle quitte le Parti communiste français, tandis que Jean-Toussaint y reste jusqu’en 1962. Quittant la presse communiste, elle doit réorienter sa carrière de journaliste, mais reste fidèle à son engagement à gauche.

### La femme de lettres
Détentrice d’une carte de presse jusqu’en 1978, Dominique Desanti est une journaliste engagée dans plusieurs combats : l'anticolonialisme, le féminisme, la défense des droits de l'homme.
Elle publie parallèlement, sous le pseudonyme de Camille Destouches, deux biographies historiques : La Lumière bleue, récit de la  vie de Marie Curie, et La Passion de Marie d’Agout, ainsi qu’un roman : Michel le Sombre. En 1960, sous le nom de Dominique Desanti, elle publie un nouveau roman intitulé Les Grands sentiments (dont la matière est en partie issue de ses années d'engagement communiste), puis, en 1968, une troisième biographie de femme, La banquière des années folles, Marthe Hanau. En 1970, elle produit un premier essai historique : L’Internationale communiste, suivi par Les Socialistes de l'Utopie en 1971.
En 1975, son essai Les Staliniens est remarqué. Il est réédité à trois reprises et donne d'importantes clefs pour comprendre l'engagement de sa génération au Parti communiste français.
Ayant soutenu un doctorat, elle suspend son activité de journaliste en 1978 pour partir enseigner aux États-Unis où elle transmet l’histoire des mouvements féministes du XIXe et du XXe siècle, tout en poursuivant sa carrière d’écrivain, de romancière et d'essayiste.
Dans son journal de jeune fille, Anne Persky esquissait un premier roman dès l'âge de dix-sept ans. Tout au long de sa vie, elle resta attachée à ce rêve de jeunesse. Ses romans reflètent son parcours et ses curiosités multiples. Après ses deux romans réalistes-socialistes (Visages de partout, A bras le corps), huit romans explorent des thèmes très divers. L’un romance sa jeunesse (Les années passions), un autre touche à la psychanalyse (Un métier de chien), le dernier est publié en 2002 (Les sorcières sont des miroirs). Elle est également connue pour ses dix-sept biographies qu’elle nommait « roman-vrai » : Flora Tristan, femme révoltée (1972) ; Sonia Delaunay (1988) ; Elsa-Aragon, le couple ambigu (1994) ; Robert Desnos, le roman d’une vie (1999), etc.

### Le couple Desanti
Les Desanti vécurent leur relation amoureuse de façon «sartrienne », c’est-à-dire en s’autorisant des amours hors mariage et en toute transparence. Ils racontent leurs expériences de vie dans La liberté nous aime encore (2001). Jean-Toussaint Desanti meurt en 2002.
Elle meurt à Paris en 2011,,,.

### Une enfance et une jeunesse romancées dans lesMémoires
Dominique Desanti voulut aussi se faire biographe d’elle-même. Dans Ce que le siècle m’a dit, sous-titré, Mémoires (1997), elle livra un récit passionnant de ses engagements, de ses multiples expériences et rencontres. Mais elle choisit de maquiller l'histoire de ses origines et celle de ses parents. En effet, on y lit qu’elle aurait été élevée à Paris par son père seul, lequel aurait été fusillé à Compiègne en 1944. Elle occulta ainsi sa trajectoire de migrante et l’indicible horreur de la mort de ses parents. Dominique Desanti, mais aussi Jean-Toussaint, choisirent donc de « réaménager », ou plutôt de « romancer-vrai » la première partie de la vie d’Anne Persky. Les pages des Mémoires relatives à la famille de Dominique Desanti sont donc à relire à la lumière des faits établis après sa mort à partir de ses archives personnelles.
Le site de l’Association des amis de Dominique et Jean-Toussaint Desanti présente une bibliographie de son œuvre ainsi que plusieurs documents, et en particulier son journal manuscrit de 1931-1932 que l'Association a édité en 2014.

## Publications

### Biographies
- Visages de femmes, Paris, Éditions sociales, 1955
- La Banquière des années folles : Marthe Hanau, Paris, Fayard, 1968
- Flora Tristan : La Femme révoltée, Paris, Hachette, 1972 (1re édition)
- Flora Tristan, Vie, œuvres mêlées, Paris, 10/18 no 782, 1973.
- Drieu la Rochelle, le séducteur mystifié, Paris, Flammarion, 1978
- Daniel, ou le visage secret d'une comtesse romantique, Marie d'Agoult, Paris, Stock, 1980  (ISBN 978-2234012110)
- Sacha Guitry, cinquante ans de spectacle, Paris, Grasset, 1982  (ISBN 978-2253037477)
- Les Clés d'Elsa Aragon-Triolet, Paris, Ramsay, 1983
- Sonia Delaunay : magique magicienne, Paris, Ramsay, 1988  (ISBN 978-2859566678)
- Vladimir Nabokov, Paris, Julliard, 1994  (ISBN 978-2260012320)
- Le Roman de Marina, Paris, Belfond, 1994  (ISBN 978-2714431509) (Prix Femina de l'Essai)
- Elsa-Aragon : le couple ambigu, Paris, Belfond, 1994  (ISBN 978-2714432285)
- Les Aragonautes - Les cercles du poète disparu, Paris, Calmann-Lévy, 1997
- Ce que le siècle m'a dit, Paris, Plon, 1997  (ISBN 978-2259028059)
- Robert Desnos, le roman d'une vie, Paris, Mercure de France, 1999  (ISBN 978-2715221222)
- Flora Tristan, Paris, Hachette-Littérature, 2001  (ISBN 978-2-01-235558-3)
- La liberté nous aime encore, avec Jean-Toussaint Desanti, Paris, Odile Jacob, 2001  (ISBN 978-2738115621). Lire en ligne
- La Sainte et l'Incroyante. Ma rencontre avec Mère Marie, Paris, Bayard, 2007  (ISBN 978-2227476554)
- Sacha Guitry, itinéraire d'un joueur, entretiens avec Karin Müller, Paris, Arléa, 2008  (ISBN 978-2869598713)
- Les Yeux d'Elsa au siècle d'Aragon, avec Karin Müller, Paris, éditions Guéna, 2010  (ISBN 978-2918320067)

### Essais, histoire
- Nous avons choisi la Paix, Paris, Éditions Seghers, 1949
- Masques et visages de Tito et des siens, Paris, le Pavillon, 1949
- La Colombe vole sans visa, Paris, Éditeurs français réunis, 1951
- Visages de partout, Paris, Éditions de L'Avant-garde, 1951 (illustrations de Max Lingner)
- Côte d'Ivoire, Paris, éditions Rencontre, 1961
- L'Internationale communiste 1919-1943, Paris, Payot, 1970
- Introduction à Rosa Luxemburg, lettres à Karl et Luise Kautsky, Paris Presses universitaires de France, 1970
- Les Socialistes de l’Utopie, Paris, Payot, 1971, prix Thérouanne de l’Académie française en 1972
- Les Staliniens, une expérience politique 1944-1956, Paris, Fayard, 1975
- 1947, l'année où le monde a tremblé, Paris, Albin Michel, 1977
- La Femme au temps des années folles, Paris, Stock/Laurence Pernoud, 1984  (ISBN 2-234-01694-0).

### Romans
- À bras le corps, Paris, Éditeurs français réunis (EFR), 1953

(roman stalinien narrant les amours d'un jeune ouvrier communiste et d'une fille émancipée des beaux quartiers, dans le contexte des grèves de 1952).
- Les Grands Sentiments, Paris, Grasset, 1960.
- Un métier de chien, Paris, Flammarion, 1971.
- Personne ne se ressemble, Paris, Flammarion, 1977.
- Le Chemin du père, Paris, Grasset, 1981.
- Rue Campagne-Première, Paris, Éditions Jean-Claude Lattès, 1987.
- Les Années passion, Paris, la Renaissance, 1992.
- Les sorcières sont des miroirs, Paris, Maren Sell, 2005.